# Westward Ho! (roman)
 (juillet 2025).
La mise en forme du texte ne suit pas les recommandations de Wikipédia : il faut le « wikifier ».
Les points d'amélioration suivants sont les cas les plus fréquents :
- Les titres sont pré-formatés par le logiciel. Ils ne sont ni en capitales, ni en gras.
- Le texte ne doit pas être écrit en capitales (les noms de famille non plus), ni en gras, ni en italique, ni en « petit »…
- Le gras n'est utilisé que pour surligner le titre de l'article dans l'introduction, une seule fois.
- L'italique est rarement utilisé : mots en langue étrangère, titres d'œuvres, noms de bateaux, etc.
- Les citations ne sont pas en italique mais en corps de texte normal. Elles sont entourées par des guillemets français : « et ».
- Les listes à puces sont à éviter, des paragraphes rédigés étant largement préférés. Les tableaux sont à réserver à la présentation de données structurées (résultats, etc.).
- Les appels de note de bas de page (petits chiffres en exposant, introduits par l'outil «  Source ») sont à placer entre la fin de phrase et le point final[comme ça].
- Les liens internes (vers d'autres articles de Wikipédia) sont à choisir avec parcimonie. Créez des liens vers des articles approfondissant le sujet. Les termes génériques sans rapport avec le sujet sont à éviter, ainsi que les répétitions de liens vers un même terme.
- Les liens externes sont à placer uniquement dans une section « Liens externes », à la fin de l'article. Ces liens sont à choisir avec parcimonie suivant les règles définies. Si un lien sert de source à l'article, son insertion dans le texte est à faire par les notes de bas de page.
- La présentation des références doit suivre les conventions bibliographiques. Il est recommandé d'utiliser les modèles {{Ouvrage}}, {{Chapitre}}, {{Article}}, {{Lien web}} et/ou {{Bibliographie}}. Le mode d'édition visuel peut mettre en forme automatiquement les références.
- Insérer une infobox (cadre d'informations à droite) n'est pas obligatoire pour parachever la mise en page.

Pour une aide détaillée, merci de consulter Aide:Wikification.
Si vous pensez que ces points ont été résolus, vous pouvez retirer ce bandeau et améliorer la mise en forme d'un autre article.
Westward Ho! est un roman historique écrit en 1855 par l'auteur britannique Charles Kingsley.

## Résumé
Se déroulant initialement à Bideford, dans le nord du Devon, sous le règne d'Elizabeth I, Westward Ho ! suit les aventures d'Amyas Leigh, un enfant turbulent qui, jeune homme, suit Francis Drake en mer. Amyas aime la jolie Rose Salterne, comme presque tous les habitants de la région ; une grande partie du roman est consacrée à la fugue de Rose avec un Espagnol.
Amyas visite les côtes vénézuéliennes des Caraïbes à la recherche d'or et y trouve son véritable amour, la belle Indienne Ayacanora. Au cours de son voyage de retour vers l'Angleterre, il découvre que Rose et son frère Frank ont été brûlés sur le bûcher par l'Inquisition espagnole. Il jure de se venger de tous les Espagnols et participe à la défense de l'Angleterre contre l'Armada espagnole. Lorsqu'il est définitivement aveuglé par un éclair en mer, il accepte le jugement de Dieu et trouve la paix dans le pardon.

## Titre
Le titre du livre provient de l'appel traditionnel des bateaux-taxis sur la Tamise, qui appelaient « Eastward ho ! » et « Westward ho ! » pour indiquer leur destination,. « Ho ! » est une interjection ou un appel pour attirer les passagers, sans signification spécifique autre que « hey ! » ou « come ! ». Le titre est également un clin d'œil à la pièce de théâtre Westward Ho! écrite par John Webster et Thomas Dekker en 1604, qui satirisait les périls de l'expansion de Londres vers l'ouest.  Le titre complet du roman de Kingsley est Westward Ho ! Or The Voyages and Adventures of Sir Amyas Leigh, Knight of Burrough, in the County of Devon, in the reign of Her Most Glorious Majesty, Queen Elizabeth, Rendered into Modern English by Charles Kingsley. Ce titre élaboré est destiné à refléter le style faussement élisabéthain du roman. L'utilisation par Viola de « Westward ho ! » dans La Nuit des Rois de William Shakespeare est une référence antérieure.
Kingsley dédia le roman à Sir James Brooke, Rajah de Sarawak, et à l'évêque George Selwyn, qu'il considérait comme des représentants modernes des valeurs héroïques des corsaires actifs à l'époque élisabéthaine.

## Thèmes
Westward Ho ! est un roman historique qui célèbre les victoires de l'Angleterre sur l'Espagne à l'époque élisabéthaine.
Bien qu'étant à l'origine un penseur politique radical, Kingsley était devenu dans les années 1850 de plus en plus conservateur et un fervent partisan de l'expansion outre-mer. Le roman souligne constamment la supériorité des valeurs anglaises sur celles des « Espagnols décadents ». . Bien qu'écrit à l'origine pour un public adulte, son mélange de patriotisme, de sensibilité et de romantisme lui a valu d'être considéré comme adapté aux enfants, et il est devenu un grand favori de la littérature enfantine.
L'un des thèmes principaux du roman est la crainte de la domination catholique au XVIe siècle, ce qui reflète l'aversion de Kingsley pour le catholicisme. Le roman montre à plusieurs reprises les Anglais protestants corrigeant les pires excès des Jésuites espagnols et de l'Inquisition.
L' anti-catholicisme virulent du roman, ainsi que ses descriptions des Sud-Américains sans sensibilité raciale, ont rendu le roman moins attrayant pour un public moderne, bien qu'il soit encore considéré par certains comme le « roman le plus animé et le plus intéressant de Kingsley ».

## Adaptations
En avril 1925, le livre a été le premier roman à être adapté à la radio par la BBC. La première adaptation cinématographique du roman a été un film muet de 1919, Westward Ho! réalisé par Percy Nash. Un film d'animation pour enfants de 1988, Westward Ho!, produit par Burbank Films Australia, a été inspiré du roman de Kingsley.

## Impact
Le livre est à l'origine du nom inhabituel du village de Westward Ho! dans le Devon, le seul nom de lieu du Royaume-Uni contenant un point d'exclamation.
Dans un entretien avec Vanora Bennett, J. G. Ballard a déclaré qu'à l'âge de huit ou neuf ans, il avait été contraint de copier des lignes du roman en guise de punition et que c'est à ce moment-là qu'il avait compris qu'il deviendrait écrivain.